# Kishi Qaraoy Köli
Kishi Qaraoy Köli är en saltsjö i Kazakstan.   Den ligger i oblystet Nordkazakstan, i den norra delen av landet, 300 km norr om huvudstaden Astana. Arean är 99 kvadratkilometer.